# Toey Tiew Thai: The Route
Toey Tiew Thai: The Route (tiếng Thái: เทยเที่ยวไทย The Route; RTGS: Thoei Thiao Thai The Route) là một chương trình truyền hình Thái Lan về du lịch và đời sống dẫn dắt bởi Tatchakorn Boonlapayanan (Godji), Kittipat Chalaruk (Golf), Watchara Sukchum (Jennie) và Niti Chaichitathorn (Pompam). Được sản xuất bởi GMMTV, chương trình phát sóng lần đầu tại Thái Lan vào ngày 8 tháng 10 năm 2011 trên Bang Channel sau đó chuyển sang One31 và hiện tại là GMM 25.

## Dẫn chương trình

### Chính
- Tatchakorn Boonlapayanan (Godji)
- Kittipat Chalaruk (Golf)
- Watchara Sukchum (Jennie)

### Không cố định
- Niti Chaichitathorn (Pompam)

## Liên kết
- Toey Tiew Thai: The Route trên trang chủ GMM 25 (bằng tiếng Thái)
- เทยเที่ยวไทย (Toey Tiew Thai) Lưu trữ ngày 31 tháng 7 năm 2021 tại Wayback Machine trên LINE TV
- เทยเที่ยวไทย trên Facebook
- GMMTV